# Kollodiumprocessen

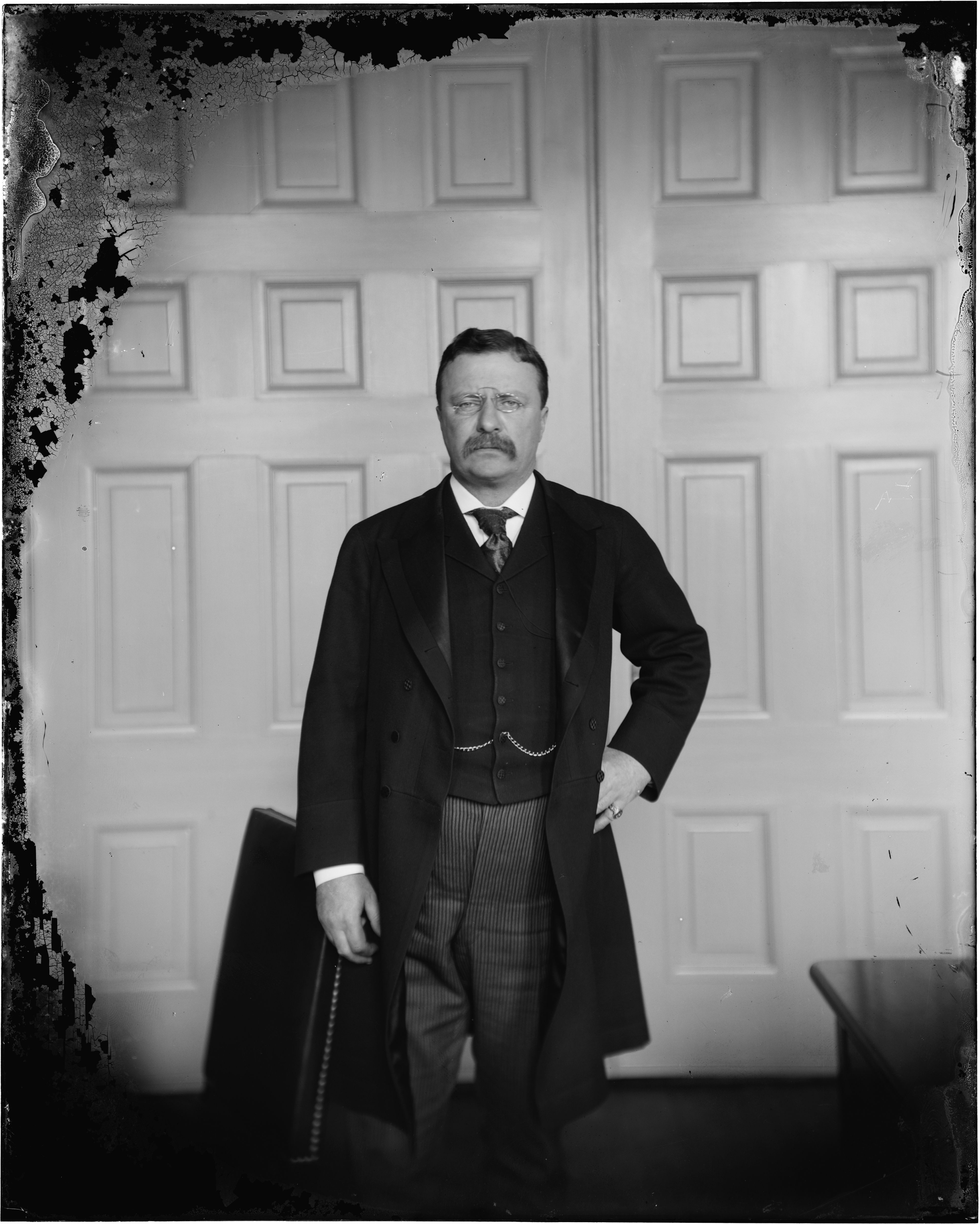
Porträtt av Theodore Roosevelt, på en glasplåt där emulsionen har angripits.

Kollodiumprocessen är en fotografisk teknik, uppfunnen 1851 där kollodium (cellulosanitrat upplöst i alkohol) ingår.
Antingen används jodsilver där man framställer en lösning av zinkjodid i kollodium som hälls från en flaska på en rengjord glasplåt som vinklas så att kollodiumet flyter i ut varje hörn. Överflödigt kollodium hälls tillbaka i flaskan. Denna första fas kan utföras i dagsljus. Plåten tas in i ett mörkrum eller tält och doppas i ett silvernitratbad som gör att den blir ljuskänslig.
Alternativt används istället en bromsilver-kollodiumemulsion, som gjuts över glaset, varvid inget silvernitratbad behövs.
Plåten laddas i en kassett med en skiva som skyddar plåten från ljuset och detta sättas i en kamera. Ljuskyddet dras bort och exponering sker - vanligtvis minst 5 sekunder.
Plåten tas in i mörkret igen och framkallare hälls över den. Hela proceduren sker i ett enda skede innan kollodiumet (som är klibbigt) har torkat.
Sista skedet är att plåten torkas och fernissas med gummi arabicum.
Processen ger mycket detaljrika bilder och är bara känslig för blått ljus. Det gick inte att få den känslig för andra färger än blått, som man kunde med den senare gelatinsilverprocessen. Inte heller kunde plåten bevaras med en latent bild innan den framkallades utan framkallning måste alltid ske direkt.
Detta betydde att den kunde användas för den blåkänsliga delen av en trefärgsprocess. Möjligheten att bevara fina detaljer gjorde att man kunde göra mikroskopiska bilder (mikrofiche) för underrättelstjänst och även för att i samband med Stanhopelinser (en liten cylinder med två linser på var sin ända av cylindern; en mer böjd än den andra som gav den en fokus som sammanföll med linsens yta) producera små bilder som monterades i pennor, ringar och även fiolstråkar.
En kollodiumbild ser, när den är underexponderad, ut som en negativ bild mot ljuset och som en positiv mot en mörk grund.
Då kunde en kollodiumbild monteras i en ram med mörk grund och användas direkt. (Ambrotype) Ambrotypi.
En annan process var att göra en kollodiumbild på en mörk grund av bitumen på järnplåt. (tinotyp)
Kollodiumnegativprocessen var kommersiellt i bruk i stor skala från ca 1860 till ca 1890.
Att ta bilder utomhus krävde att man hade ett portabelt mörkrum med sig. De minsta bestod av ett stativ med tre ben och ett tält som fotografen knöt kring midjan. Annars behövdes en liten kärra eller en häst och vagn. Expeditioner för att fotografera vyer från berg krävdes en enorm mängd bärare.
Denna typ av negativ, som kräver att plåten exponeras innan emulsionshinnan torkat kallas våtplåtsfotografi, och omfattar förutom kollodiumnegativ den redan 1847 uppfunna metoden med jodkaliumhaltig äggviteemulsion.